# Gmina Kępno
Die Gmina Kępno ist eine Stadt-und-Land-Gemeinde im Powiat Kępiński der Woiwodschaft Großpolen in Polen. Sitz des Powiats und der Gemeinde die gleichnamige Stadt (deutsch Kempen) mit etwa 14.100 Einwohnern.

## Geographie
Die Gemeinde mit einer Fläche von 124 km² liegt im Süden der Woiwodschaft. Breslau liegt etwa 80 Kilometer südwestlich.

## Gliederung
Zur Stadt-und-Land-Gemeinde (gmina miejsko-wiejska) Kępno gehören die Stadt selbst und 18 Dörfer mit Schulzenämtern (sołectwa):
| Name                  | deutscher Name (1815–1920)              | deutscher Name (1939–1945)                      |
| --------------------- | --------------------------------------- | ----------------------------------------------- |
| Biały Młyn            | Weißmühle                               | Weißmühle                                       |
| Borek Mielęcki        | Borek Mielenski                         | 1939–1943 Borken 1943–1945 Borkendorf           |
| Domanin               | Domanin                                 | 1939–1943 Ährenfelde 1943–1945 Dommen           |
| Dziekania             | Dziekania                               | ?                                               |
| Hanulin               | Birkenfelde                             | 1939–1943 Birkenfelde 1943–1945 Weißbirkenfelde |
| Kierzenko             | Waldau                                  | Waldau                                          |
| Kierzno               | Kierzno                                 | Kirschdorf                                      |
| Kliny                 | Klin                                    | Klin                                            |
| Krążkowy              | Kronschkow                              | 1939–1943 Kreisen 1943–1945 Kreisendorf         |
| Mechnice              | Mechnice 1908–1920 Mechnitz             | Moosdorf                                        |
| Mielęcin              | Mielencin                               | ?                                               |
| Mikorzyn              | Mikorzyn                                | Gabelsbach                                      |
| Myjomice              | Mijomice älter Meumitze                 | Michelsberg                                     |
| Olszowa               | Olszowa                                 | 1939–1943 Erlenbrunn 1943–1945 Erlenhöh         |
| Osiny                 | Osin                                    | Aspen                                           |
| Ostrówiec             | Ostrowiec                               | 1939–1943 Ostrau 1943–1945 Strohwitz            |
| Przybyszów            | Przybyschew 1908–1920 Juliustal         | Juliustal                                       |
| Pustkowie Kierzeńskie | (zu Kierzno)                            | (zu Kirschdorf)                                 |
| Rzetnia               | Rzetnia                                 | Mühlbach                                        |
| Szklarka Mielęcka     | Szklarka Mielenska 1908–1920 Langenthal | Langental                                       |
| Świba                 | Swiba                                   | Luisenhof                                       |
| Zosin                 | Joachimsthal                            | Joachimstal                                     |

## Sehenswürdigkeiten
In der Stadt Kępno gibt es eine Reihe von Sehenswürdigkeiten. Im Dorf Mikorzyn im Norden der Gemeinde steht das Sanktuarium des Hl. Ägidius (Sanktuarium św. Idziego), eine neobarocke Kirchenanlage mit Doppeltürmen und einer Figur des Heiligen aus dem 15. Jahrhundert.

## Verkehr
Kępno ist ein Eisenbahnknoten. Die Stadt hat einen Turmbahnhof (erbaut 1911) an der Bahnstrecke Kluczbork–Poznań mit Haltepunkt in Domanin sowie an der Bahnstrecke Herby–Kępno mit einem weiteren Halt in Świba. – Früher bestand noch der Halt Kępno Zachodnie (West) an der Bahnstrecke Namysłów–Kępno.